# 村上幸史
村上幸史（日语：／ Murakami Yukifumi，1979年12月23日—），日本男子标枪运动员。他曾参加2004年夏季奥运会、2008年夏季奥运会和2012年夏季奥运会男子标枪比赛，还曾获得2010年亚洲运动会男子标枪金牌。